# C/2014 E2 (Jacques)
C/2014 E2 (Jacques) é um cometa de longo período descoberto pelos astrônomos brasileiros Cristóvão Jacques Lage de Faria, Eduardo Pimentel e João Ribeiro de Barros, na noite de 13 de março de 2014. Foi o segundo cometa descoberto pela equipe do observatório SONEAR depois do cometa C/2014 A4.

## Observação
Observações foram feitas com um telescópio refletor de campo amplo (0,45 metros - 450 milímetros) com montagem equatorial e câmara CCD no Southern Observatory for Near Earth Asteroids Research (SONEAR), localizado perto de Oliveira, Minas Gerais, Brasil.
No final de março de 2014, C / 2014 E2 (Jacques) apresentava uma densa coma brilhante (11.5-12 de magnitude), visível com um telescópio de 8 polegadas. Ele cruzou o equador celeste em 8 de maio de 2014 e se tornou um objeto do hemisfério Norte. De 3 de junho de 2014 até 17 de julho de 2014 o cometa tinha uma elongação inferior a 30 graus em relação ao Sol.  C/2014 E2 atingiu o pico de magnitude aparente 6 em meados de julho e era visível nos binóculos com a capacidade acima do brilho do crepúsculo da manhã.
C/2014 E2 passou a 0.085 UA (12.700 quilômetros) de Vênus em 13 de julho de 2014.  Em 20 de julho daquele ano, o cometa estava próximo a estrela vista a olho nu Beta Tauri. Em 22 de agosto de 2014 o cometa passou pela estrela Epsilon Cassiopeiae. Ele atingiu o perigeu (máxima aproximação da Terra), em 28 de agosto de 2014 a 0.56 UA (84.000 quilômetros). O cometa passou a cerca de 3 graus de Deneb em 4-5 de setembro de 2014. Em 14 de setembro o cometa estava perto de Albireo. Em outubro de 2014 o cometa enfraqueceu para a magnitude 10.